# Girls und Panzer
Girls und Panzer (ガールズ&パンツァー Gāruzu ando Pantsā?, Niñas y tanques) estilizado en ocasiones como "Girls und Panzer" es una serie japonesa de anime creada por Actas en 2012. La animación está dirigida por Tsutomu Mizushima y producida por Kiyoshi Sugiyama. Se suele abreviar como "Garupan".
La serie se emitió originalmente en Japón entre octubre y diciembre de 2012. Los episodios 11 y 12 se emitieron en marzo de 2013 por retrasos debido a problemas con la producción. Una serie de manga creada por Ryūichi Saitaniya se publica en la revista de Media Factory Comic Flapper desde el 5 de junio de 2012. Posee una película que se estrenó en 2015. Dicha película fue galardonada con el Premio Seiun a la "Mejor Presentación Dramática", otorgado por el 55.º Nihon SF Taikai.

## Argumento
La historia toma lugar en un universo donde tanques históricos de la Segunda Guerra Mundial se han mantenido y conservado para ser usados en competiciones deportivas, y enormes barcos portaaviones conocidos como "Barcos Academia" dan apoyo a comunidades marinas móviles. Es común que las chicas de instituto participen en el "Sensha-dō" (戦車道?), el arte de maniobrar y operar tanques, considerado un arte marcial tradicional. Durante los enfrentamientos competitivos los tanques disparan proyectiles modificados que no pueden penetrar ningún tanque, ya que cada vehículo contiene en su interior una armadura avanzada recubierta de carbono que evita cualquier daño físico a la tripulación. Cuando un proyectil golpea el tanque los sensores detectan y calculan el daño estimado de la fuerza y la trayectoria del proyectil, y levantan una bandera blanca para señalar la derrota en caso de calcular daño catastrófico. Un sistema informático determina si un disparo se puede considerar que ha penetrado el vehículo, simulando el combate real entre tanques. Dado que un tanque solo está fuera de combate si se activa la bandera blanca, a los miembros del equipo se les permite reparar las orugas de los vehículos y proseguir con la competición en caso de quedar inutilizadas por cualquier razón. Las reglas de cada enfrentamiento pueden variar entre dejar fuera de combate a todo el equipo rival o incapacitar a un tanque insignia designado. Los equipos de sensha-dō de distintas escuelas se enfrentan en estos combates. Los portaaviones viajan por todo el planeta y las escuelas que mantienen un club de tanques son invitadas a asistir a competiciones anuales que prometen grandes recompensas y prestigio por su participación.
Miho Nishizumi forma parte de un famoso linaje de operadoras de tanques, conocidas por su estricto Estilo Nishizumi de sensha-dō. Durante la final de una competición, Miho deshonra el nombre de su familia al abandonar su posición para salvar a sus compañeras, cuyo tanque había caído al agua y se estaba hundiendo, lo que lleva a la derrota de su equipo. Traumatizada por toda la experiencia, Miho desea alejarse del sensha-dō, por lo que se marcha al Ōarai, una escuela que no había participado en el deporte desde hacía 20 años. Una vez allí empieza su nueva vida escolar y hace nuevas amigas, pero el consejo estudiantil anuncia la reaparición del sensha-dō en la escuela. Dada su experiencia previa Miho es coaccionada a unirse por la presidenta del consejo bajo amenaza de expulsión. Tras la presión del consejo y al ver a sus amigas sufrir por ella, Miho decido unirse al club de sensha-dō a regañadientes.
Aunque en un principio no le gusta la idea, Miho vuelve a disfrutar del sensha-dō. Junto con sus nuevas amigas Saori, Hana, Yukari y Mako, entra a la competición nacional de sensha-dō, donde se enfrenta a varias otras escuelas. Aunque el club lo desconoce, sus batallas no son solo para divertirse, sino para salvar el Instituto Ōarai.
El manga spin-off, Girls und Panzer: Little Army, narra la historia de Miho en la escuela primaria mientras participa en el Sensha-dō con sus amigas: Emi, Hitomi y Chihiro.

## Personajes
Miho Nishizumi (西住 みほ Nishizumi Miho?)
 Seiyū: Mai Fuchigami
Miho es una chica que proviene de una larga familia de operadoras de tanques. Previamente había atendido al instituto Kuromorimine y comandó el tanque insignia en el campeonato nacional de hace un año contra el Pravda. Sin embargo, tras abandonarlo para rescatar a la tripulación de otro tanque que había caído a un río, su tanque fue golpeado y eliminado. Con esto terminó una racha de nueve victorias consecutivas del Kuromorimine y Miho, tratando de evitar el Sensha-dō, se transfirió al Instituto Femenino Ōarai porque no contaba con esa modalidad. Sin embargo, cuando el arte es revivido por la escuela, el consejo estudiantil obliga a Miho a participar de nuevo debido a que es la única chica del instituto con experiencia en manejar un tanque. Tras pasar tiempo con sus nuevas amigas, el Sensha-dō empieza a gustarle de nuevo. Aunque es tímida y reacia a participar, una vez se centra en la batalla muestra un gran talento y capacidad de mantener la calma y analizar la batalla y el enemigo, y pensar en nuevas estrategias sobre la marcha. Aunque originalmente empezó como cargadora en el anime, más tarde se convierte en la comandante, tanto del tanque, como de todo el equipo del instituto Ōarai. Es la protagonista principal del anime.
Saori Takebe (武部 沙織 Takebe Saori?)
 Seiyū: Ai Kayano
Una chica pelirroja simpática y extrovertida, interesada en buscar hombres guapos, aunque no suele tener mucha suerte con ellos. Es la operadora de radio del equipo, ya que es buena hablando con los demás. Es una de las dos chicas que se hicieron amigas de Miho en su primer día de clase, junto con Hana. Saori es la protagonista principal de la novela.
Hana Isuzu (五十鈴 華 Isuzu Hana?)
 Seiyū: Mami Ozaki
Una chica guapa, de comportamiento calmado y gentil. En el anime era originalmente la conductora, pero tras sentir la emoción de disparar proyectiles, se convierte en la artillera del equipo. Es una de las dos chicas que se hicieron amigas de Miho en su primer día de clase, junto con Saori. Hana proviene de una familia distinguida que practica el arte de las flores, y no ven con buenos ojos que su heredera practique el Sensha-dō.
Yukari Akiyama (秋山 優花里 Akiyama Yukari?)
 Seiyū: Ikumi Nakagami
Una chica fácilmente excitable obsesionada con los tanques y todo lo que tenga que ver con ellos. Pasó toda su niñez sola debido a su obsesión. Tras conocer a Miho, Yukari se une al equipo. Era originalmente la artillera del equipo, pero más tarde pide cambiarse al cargo de cargadora. Admira profundamente a Miho por su pasado, e incluso la llama "Nishizumi-dono". En el manga es la protagonista principal, y se convierte en comandante temporal del Char B1.
Mako Reizei (冷泉 麻子 Reizei Mako?)
 Seiyū: Yuka Iguchi
Una chica de aspecto lúgubre y amiga de la infancia de Saori. A pesar de sus buenas notas en el instituto, suele llegar tarde porque tiene la presión sanguínea baja y odia levantarse temprano, por lo que tiene que atender a actividades de clubes para ganar puntos requeridos para graduarse. Es la conductora del equipo, tras unirse al equipo durante su primera batalla de prueba. Mako también tiene la costumbre de quedarse dormida en cualquier sitio.

## Media

### Anime
La serie de anime, producida por el estudio Actas, empezó su emisión en Japón el 9 de octubre de 2012. La serie está dirigida por Tsutomu Mizushima y escrita por Reiko Yoshida, con diseño de personajes por Humikane Shimada. Debido a retrasos en la producción, los dos episodios finales tuvieron que ser pospuestos para marzo de 2013. Su lugar en la emisión normal lo ocuparon episodios de recapitulación. Mizushima se disculpó personalmente en su blog por los retrasos y aseguró que los dos últimos episodios tendrían la máxima calidad posible.
En 2013 se dio luz verde a un episodio especial adicional, "Kore ga Hontō no Anzio-sen Desu!", que muestra la batalla contra el Instituto Anzio, representada en el manga pero no en el anime. El episodio, planeado en un principio para la primavera de 2014, se emitió el 5 de julio de 2014 en 12 cines de Japón. Además, una película animada se estrenó en 2014. Según el productor Kiyoshi Sugiyama, la película será una secuela de la serie de TV.
La serie ha sido licenciada en Norteamérica por Sentai Filmworks, y publicada en diciembre de 2013, con los OVAs por separado. Una escena en el episodio 8 con la canción soviética "Katiusha" tuvo que eliminarse en la emisión de Crunchyroll, y fue alterada en la versión de Sentai Filmworks debido a problemas de licencia.
El anime se ha recopilado en 6 volúmenes BD/DVD, que empezaron a lanzarse al mercado el 21 de diciembre de 2012
La secuela de la serie llamada "Girls und Panzer: Der Film" fue estrenada el 21 de noviembre de 2015.
La segunda temporada del anime, consistente en 6 películas estrenó su primer capítulo bajo el nombre de "Girls und Panzer: Das Finale" el 9 de diciembre de 2017.

### Manga
Se han producido un total de tres adaptaciones al manga de la serie.
Girls und Panzer (ガールズ&パンツァー Gāruzu ando Pantsā?)
Ilustrado por Ryūichi Saitaniya, empezó a serializarse en la revista de Media Factory Comic Flapper desde el 5 de junio de 2012.
Narra los eventos del anime desde el punto de vista de Yukari Akiyama
| Volumen | Fecha de salida          | ISBN                |
| ------- | ------------------------ | ------------------- |
| 1       | 21 de agosto de 2012     | ISBN 978-4840147279 |
| 2       | 23 de febrero de 2013    | ISBN 978-4840150132 |
| 3       | 21 de septiembre de 2013 | ISBN 978-4840153263 |

Girls und Panzer: Little Army (ガールズ&パンツァー リトルアーミー Gāruzu ando Pantsā Ritoru Āmī?)
El manga, ilustrado por Tsuchii, fue serializado en la Monthly Comic Alive entre agosto de 2012 y marzo de 2013 y recopilado en dos volúmenes.
El manga es una precuela que narra la historia de Miho en la escuela primaria mientras participa en el Sensha-dō con sus amigas: Emi, Hitomi y Chihiro
| Volumen | Fecha de salida       | ISBN                |
| ------- | --------------------- | ------------------- |
| 1       | 23 de octubre de 2012 | ISBN 978-4840147392 |
| 2       | 23 de febrero de 2013 | ISBN 978-4840150026 |

Girls und Panzer: Motto Love Love Sakusen Desu! (ガールズ＆パンツァー もっとラブラブ作戦です!?)
El manga, ilustrado por Nii-Marco, se publica en Monthly Comic Alive desde el 27 de mayo de 2013.
| Volumen | Fecha de salida       | ISBN                |
| ------- | --------------------- | ------------------- |
| 1       | 23 de octubre de 2013 | ISBN 978-4840153409 |

Un manga de tutorial, ilustrado por Midori Hagi y llamado Hajimete no Senshado - WoT for Beginners (はじめての戦車道～ WoT for Beginners?), se ha producido en colaboración con el videojuego en línea World of Tanks.

### Novela
Las novelas adaptan la historia de la serie desde el punto de vista del personaje Saori Takebe. Están escritas por Yuu Hibiki, ilustradas por Humikane Shimada y Shin Kyougoku, y publicadas por Media Factory. El primer volumen salió a la venta el 22 de noviembre de 2012.
| Volumen | Fecha de salida         | ISBN                |
| ------- | ----------------------- | ------------------- |
| 1       | 22 de noviembre de 2012 | ISBN 978-4840148771 |
| 2       | 25 de febrero de 2013   | ISBN 978-4840149853 |
| 3       | 25 de junio de 2013     | ISBN 978-4840152266 |

### Videojuego
Un videojuego basado en la serie. llamado Girls und Panzer: Senshadō, Kiwamemasu! (ガールズ＆パンツァー 戦車道、極めます！?), fue desarrollado por Namco Bandai Games para la PlayStation Vita y publicado en Japón el 26 de junio de 2014.
Senshadō, Kiwamemasu es un juego de control de tanques en tercera persona, con un sistema de juego en que el jugador puede cambiar entre distintos tanques en el campo de batalla en tiempo real, para así poder controlar múltiples tanques del mismo equipo. Durante el combate se puede alternar entre una visión en tercera persona y otra fija desde el cañón del tanque. El juego contiene un modo historia, además de un modo "Battle Royale" en que el jugador puede formar equipos como desee.

### Colaboraciones
Un proyecto de colaboración entre el equipo de animación de Girls und Panzer y el desarrollador de videojuegos bielorruso Wargaming.net para promocionar el juego de PC en línea multijugador World of Tanks en Japón se dio a conocer. Parte de la colaboración consiste en la promoción del juego en Japón en forma de publicidad y eventos locales, ya que Wargaming.net se centra en penetrar al mercado japonés. El portal japonés del servidor asiático del juego contiene tutoriales en forma de manga con personajes de Girls und Panzer. En el Tokyo Game Show 2013 se anunciaron mods de voz con temática de Girls und Panzer. Estos packs de voz se distribuirán en forma de descargas gratis a la comunidad nipona.

## Recepción
La emisión inicial de los primeros 10 episodios en 2012 recibió calificaciones favorables en televisión y una gran audiencia. La serie se emitió en una franja horaria más temprana, lo que permitió que más espectadores conocieran la serie.
En Amazon Japan, modelos de plástico de los tanques que aparecen en el anime han llegado a estar en las primeras posiciones de la lista de artículos más reservados.

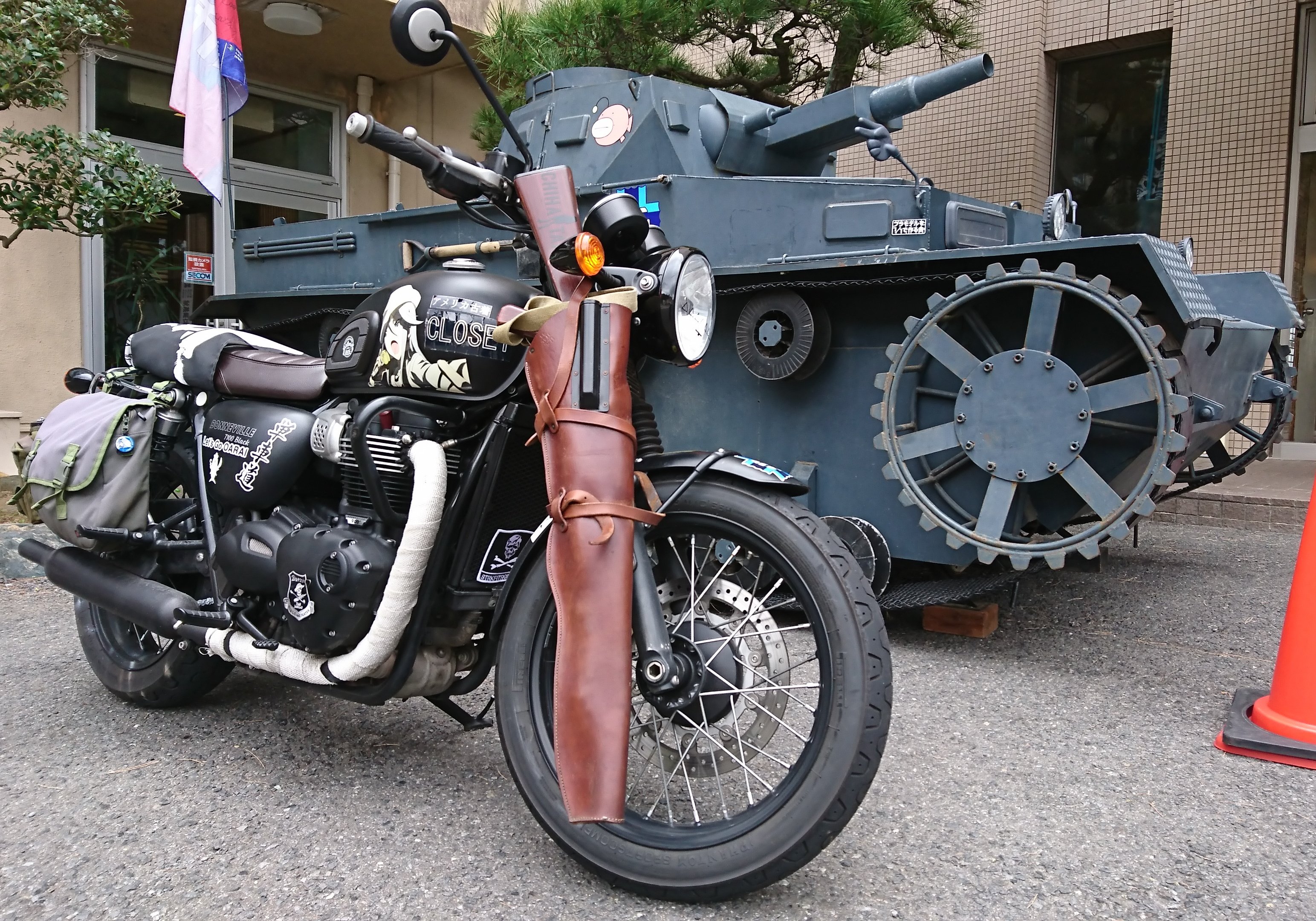
Una réplica del Panzer 4 alemán del anime, creada por un entusiasta.

Para celebrar la popularidad de la serie y promocionar el turismo local, el 24 de marzo de 2013, el pueblo de Ōarai en la Prefectura de Ibaraki organizó un evento temático de la serie como parte de su festival de primavera anual. El evento contó con un desfile de tanques en directo y ventas de merchandise del anime.
Un artículo de opinión publicado el 23 de enero de 2013 en el Periódico de Defensa Nacional de China, un subsidiario de PLA Daily, criticó el anime por promover "sentimientos militaristas bajo la apariencia de personajes bonitos". El artículo fue ridiculizado por la mayoría de los internautas chinos, que criticaron la actitud paranoica del escritor.

### Ventas
| Volumen | Fecha de salida         | Copias vendidas (BD) | Copias vendidas (BD)     | Posición en las listas (Primera semana) |
| Volumen | Fecha de salida         | Primera semana       | Total                    | Posición en las listas (Primera semana) |
| ------- | ----------------------- | -------------------- | ------------------------ | --------------------------------------- |
| 1       | 21 de diciembre de 2012 | 13.550               | 28.194 (febrero de 2013) | 3.ª                                     |
| 2       | 22 de febrero de 2013   | 24.733               | 31.482 (abril de 2013)   | 2.ª                                     |
| 3       | 22 de marzo de 2013     | 23.528               | 34.176 (mayo de 2013)    | 3.ª                                     |
| 4       | 24 de abril de 2013     | 28.410               | 34.406 (mayo de 2013)    | 2.ª                                     |
| 5       | 28 de mayo de 2013      | 33.450               | 34.426 (junio de 2013)   | 1.ª                                     |
| 6       | 21 de junio de 2013     | 32.385               |                          | 1.ª                                     |

A fecha de julio de 2013, Girls und Panzer es uno de los anime más vendido contando a partir del año 2000, con una media de 35.844 unidades vendidas por volumen.